# Anthriscus schumalhauenii
Anthriscus schumalhauenii là một loài thực vật có hoa trong họ Hoa tán. Loài này được (Albov) Koso-Pol. mô tả khoa học đầu tiên năm 1923.